# 西益津村
西益津村（にしましづむら）は静岡県の中部、益津郡・志太郡に属していた村である。藤枝市の市街地に東接する。

## 地理
- 河川：瀬戸川

## 歴史
- 1889年（明治22年）4月1日 - 町村制の施行により、郡村［大部分］、長楽寺村、田中町、益津下村、大覚寺上村、大覚寺下村、平島村、志太郡稲川村［大部分］が合併して益津郡西益津村が発足。
- 1896年（明治29年）4月1日 - 郡制の施行により所属郡が志太郡に変更。
- 1954年（昭和29年）
  - 1月1日 - 藤枝町と合併し、改めて藤枝町が発足。同日西益津村廃止。
  - 3月31日
    - 藤枝町の大部分が青島町・高洲村・稲葉村・大洲村・葉梨村と合併して藤枝市が発足。
    - 藤枝町の一部（大覚寺上・大覚寺下）が焼津市に編入。

## 交通

### 鉄道路線
- 藤枝焼津間軌道会社（1900年廃止）
  - 藤枝焼津間軌道会社線
    - 藤枝駅（下記大手駅付近に所在。現藤枝駅とは無関係） - 平島駅 - （保福島駅 - 瀬戸川駅） - 築地駅 - 大覚寺駅
- 静岡鉄道
  - 駿遠線[1]
    - 大手駅（藤枝町との境界に所在） - 慶全寺前駅 - （藤枝町） - 瀬戸川駅

### 道路
- 国道1号（東海道）

## 村長
- 山口忠五郎
- 山口森三